# 아리카현

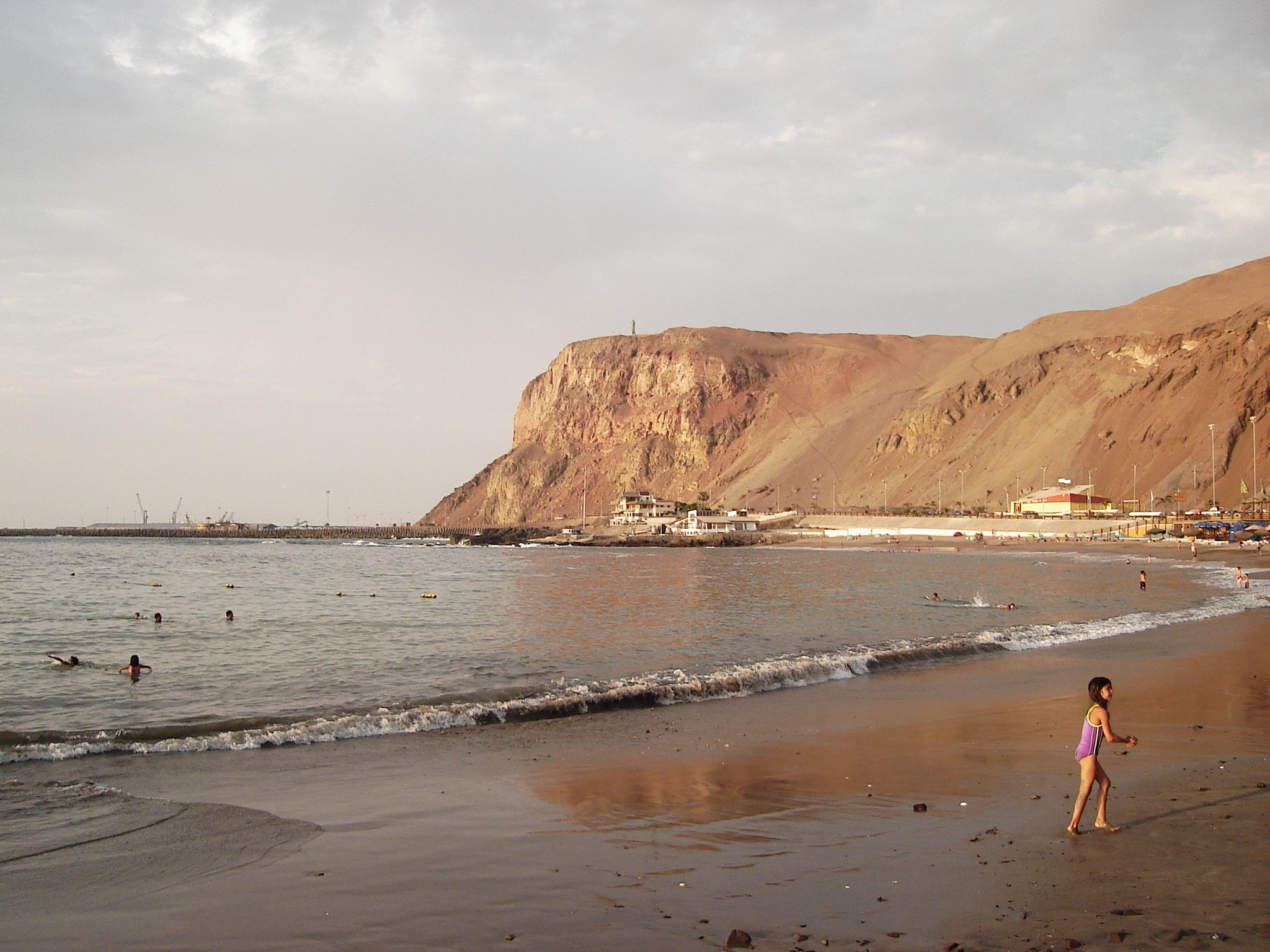

아리카현(스페인어: Provincia de Arica)은 칠레 아리카 이 파리나코타 주를 구성하는 2개의 현 가운데 하나로 현도는 아리카이며 면적은 8,726.4km2, 인구는 186,488명(2002년 기준), 인구 밀도는 21명/km2이다.